# 365. п. н. е.

## Догађаји
- Смрт римског војсковође Камила.